# A Summer Tragedy
A Summer Tragedy è un cortometraggio del 1910 diretto da David W. Griffith e da Frank Powell. Prodotto e distribuito dalla Biograph Company, il film uscì nelle sale cinematografiche USA il 19 settembre 1910.

## Produzione
Il film fu prodotto dalla Biograph Company.

## Distribuzione
Distribuito dalla Biograph, il film uscì nelle sale cinematografiche statunitensi il 19 settembre 1910.